# Rackspace Cloud

Rackspace Cloud це набір продуктів та послуг з хмарних обчислень, оплата за які відбувається в залежності від використання ресурсів. Сервіс представлений від американської компанії Rackspace. Пропозиції включають хостинг вебзастосунків або платформу як послугу ("Cloud Sites"), хмарні сховища (" Cloud Files"), віртуальний виділений сервер ("Cloud Servers"), засоби балансування навантаження, бази даних, резервне копіювання та моніторинг.